# Исилдур
Исилдур е син на вадетеля Елендил Високи, крал на Гондор, отнел Всевластния Пръстен от ръката на Саурон, спасил Бялото дърво на Нуменор, носейки през бурното море последния му плод.
Заедно с брат си — Анарион, отбранявал страната си срещу атаките на Мордор, докато не дошла последната битка — на мястото Дагорлад пред самата Черна порта. Там, обединени от Последния съюз, Елфите на Гил-Галад и хората на Елендил се сражавали за свободата си и за свалянето на Мрачния владетел. Битката била тежка и загубите били огромни — паднали Елендил и Анарион, погубен бил и Гил-Галад, но Исилдур вдигнал меча на баща си — строшения вече Нарсил — и с него отсякъл Пръстена от пръста на Саурон.
Можел да го унищожи, но решил да го запази като откуп за баща си и за брат си — а това го повело към гибелта му. Няколко години по-късно, Исилдур и воините му били нападнати от орки, на път за северното кралство Арнор, на място, наречено Перуникови поля. Загинали всички, с изключение на оръженосеца на Исилдур — Охтар. Преди да падне, Исилдур му връчил отломките на Нарсил, отнесени в Имладрис (Ломидол) на Елронд. Самият Исилдур останал да се сражава, докато не разбрал, че сражението е вече загубено. Тогава надянал Единствения, който го направил невидим за другите и се хвърлил в Андуин. Пръстенът се изхлузил от пръста му и проклятието му го довършило. Исилдур бил открит от стрелците на Мордор, които първоначално го обсипали със стрели, а после хукнали да бягат, защото в мрака на челото на Исилдур светил камъка Елендилмир. Така пада първата жертва на загубения Пръстен – Исилдур, втори крал на Дунедаините и последен владетел на Арнор и Гондор през тази епоха.